# Ika (Maschine)
Ika (geschrieben auch: IKA oder I KA) war der amerikanische Deckname für eine japanische Chiffriermaschine, die in den frühen 1930er-Jahren von der Kaiserlich Japanischen Marine eingesetzt wurde. Vermutlich bezieht sich diese Bezeichnung auf die beiden Katakana-Zeichen イ für „i“ und カ für „ka“. Eine weitere Tarnbezeichnung, insbesondere für die damit erzeugten Geheimtexte, war JN 111, wobei die Abkürzung JN hier für Japanese Navy (Japanische Marine) stand.

## Geschichte
Ika gilt als Vorläuferin der späteren japanischen Maschinen, insbesondere denen aus dem Jahr 1931 (Red und Orange) und denen von 1937 (Purple, Jade und Coral). Über die Ika‑Maschine selbst ist praktisch nichts bekannt, da niemals ein Exemplar erbeutet werden konnte und es keine japanischen Veröffentlichungen über sie gibt. Dennoch wird ihre kryptographische Funktionsweise gut verstanden, denn die damit verschlüsselten und abgefangenen Funksprüche wurden durch Op‑20‑G, eine bereits 1922 formierte kryptanalytische Arbeitsgruppe der US Navy, intensiv analysiert und entziffert.

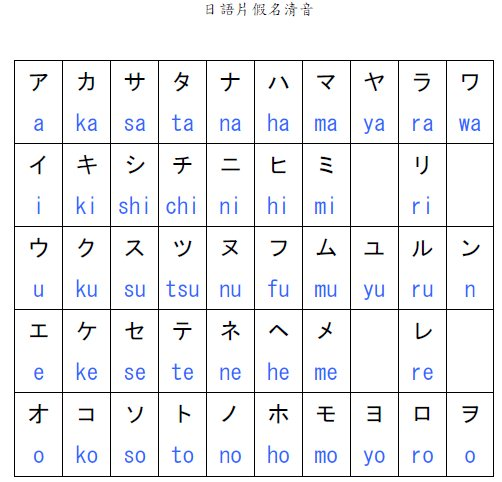
Die 56 Katakana-Schriftzeichen

Wie ihre Nachfolgerin Orange verschlüsselte auch die Ika‑Maschine Katakana, die Moren der japanischen Schrift, wobei von den 56 wichtigsten Zeichen (Bild) 49 genutzt wurden. Auffällig war, dass dabei nicht alle Zeichen gleich behandelt wurden, sondern dass es zwei Gruppen gab, und zwar von 7 und 42 Zeichen. Den amerikanischen Kryptoanalytikern blieb verborgen, warum dies so gemacht wurde. Seltsam war auch, dass die Geheimzeichen-Klarzeichen-Zuordnung innerhalb der 7er‑Gruppe konstant war. Sie änderte sich weder innerhalb eines Spruchs noch über mehrere Sprüche hinweg. Es handelte sich hier also um eine einfache monoalphabetische Substitution mit festem Schlüssel – eine der denkbar simpelsten und unsichersten Verschlüsselungsmethoden. Die grundsätzliche Reihenfolge der übrigen 42 Geheimzeichen änderte sich monatlich. Das heißt, auch hier gab es eine Vielzahl von Nachrichten, die sehr ähnlich verschlüsselt wurden. Innerhalb eines Spruchs verschob sich das Schlüsselalphabet dieser 42 Zeichen mit jedem Buchstaben unregelmäßig um ein, zwei oder drei Plätze. Im Wesentlichen ist dies vergleichbar mit der Vigenère-Chiffre, einer Handschlüsselmethode aus dem 16. Jahrhundert.
Ein zeitgenössisches Pendant des kryptographischen Prinzips von Ika ist die in den 1920er Jahren von Alexander von Kryha (1891–1955) entwickelte mechanische Chiffriermaschine „Kryha“. Auch sie arbeitete mit einem festen periodischen Schlüssel. Das Verdrehen einer Chiffrierscheibe wurde hierbei mithilfe eines Federantriebs automatisiert. Kryptographisch ebenfalls vergleichbar ist die von Arvid Damm bereits im Oktober 1919 beim Schwedischen Patentamt angemeldete und mit einem Halbrotor arbeitende Chiffriermaschine. Es ist nicht bekannt, auf welche Weise die Ika-Maschine die Verschlüsselung bewirkte, also insbesondere auch nicht, ob sie Rotoren verwendete oder nicht.
Am 21. Juli 1933 bemerkten die Amerikaner einen Wechsel des Verfahrens. Wie sich herausstellte, war die Verwendung von Ika offenbar eingestellt worden und eine neue Maschine kam zum Einsatz. Diese erhielt den amerikanischen Decknamen Orange.